# カタリーナ・フォン・ハプスブルク (1320-1349)
カタリーナ・フォン・ハプスブルク（ドイツ語：Katharina von Habsburg, 1320年2月9日 - 1349年9月28日）またはカトリーヌ・ドードリッシュ（フランス語：Catherine d'Autriche）は、オーストリア公レオポルト1世の娘。クシー領主アンゲラン6世およびマクデブルク城伯コンラート2世・フォン・ハルデックと結婚した 。

## 生涯
カタリーナはオーストリア公レオポルト1世およびカタリーナ・ディ・サヴォイアの長女として生まれた。妹アグネスはシフィドニツァ公ボルコ2世マウィと結婚した。父方の祖父はアルブレヒト1世、母方の祖父母はサヴォイア伯アメデーオ5世とその2番目の妃マリー・ド・ブラバンである。
父レオポルト1世はカタリーナが6歳の時に死去し、カタリーナと4歳の妹アグネスは、おじのフリードリヒ3世とアルブレヒト2世の後見のもとにおかれた。
カタリーナは18歳の時、フランス貴族のクシー領主アンゲラン6世と結婚した。結婚契約書は1338年11月25日にヴァンセンヌにおいて署名された。この結婚により1男アンゲラン7世が生まれた。結婚から8年たった1346年、アンゲラン6世はクレシーの戦いにおいて戦死した。息子アンゲラン7世がクシーを継承し、後にイングランド王エドワード3世の娘イザベラと結婚した。
アンゲラン6世の死から2年後の1348年2月、カタリーナはマクデブルク城伯コンラート2世・フォン・ハルデックと再婚した。しかし翌1349年9月25日にコンラート2世はペストで死去し、カタリーナもその3日後に死去した。カタリーナはケーニヒスフェルデン修道院に埋葬された。